# Mohel

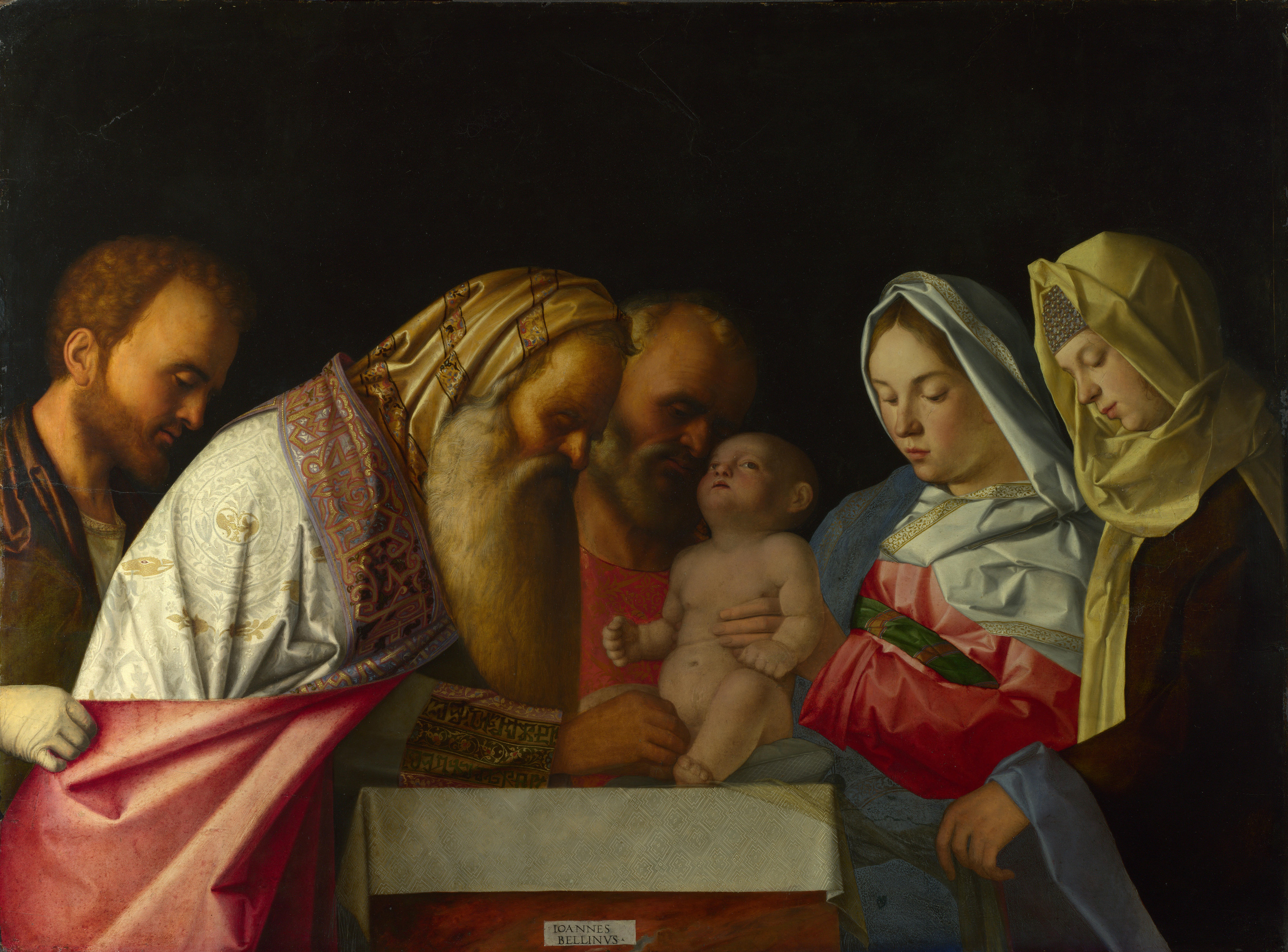
Ein Mohel im 15. Jahrhundert (Gemälde Die Beschneidung von Giovanni Bellini)

Ein Mohel (Plural: Mohalim mask. bzw. Mohelot fem.) ist ein Fachmann, der die Brit Mila, die männliche Beschneidung nach jüdischer Sitte, vollzieht. Die Ausbildung dazu dauert mehrere Jahre und erfolgt z. B. an großen Schulen in Israel.
Neben einer fachkundlichen Ausbildung für die Brit Mila werden an Mohalim auch moralisch hohe Standards angelegt: Nur wer nachgewiesenermaßen einen tadellosen Lebenswandel hat und die halachischen Gebote einhält, kann aus jüdischer Sicht Beschneidungen durchführen.
Nach Auskunft des Zentralrats der Juden in Deutschland (2012) praktizieren in Deutschland vier Beschneider, die über eine fachliche sowie über eine religiöse Ausbildung verfügen. Ausgebildet wurden sie im Ausland.

Auf europäischer Ebene gibt es die 2013 gegründete Union der Mohalim in Europa (Union of Mohalim in Europe, UME) mit Sitz in Wien als deren Präsident der Wiener Rabbiner Schlomo Hofmeister fungiert. 

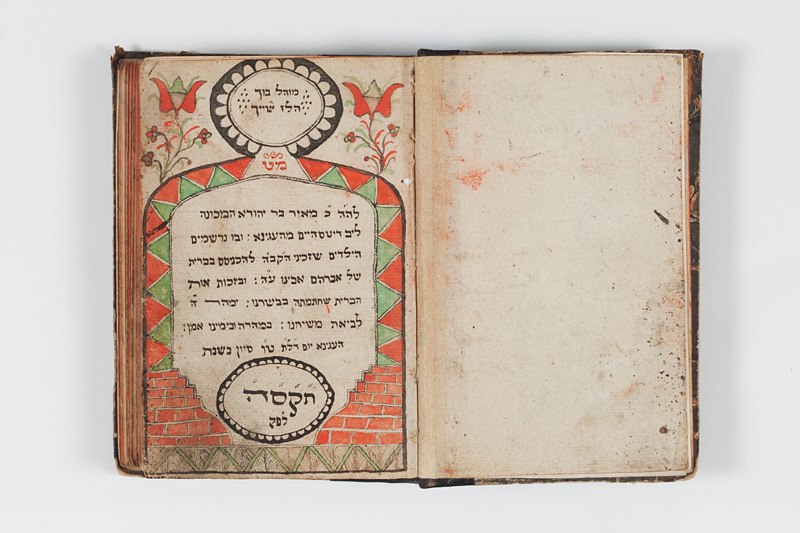
Mohelbuch aus Hegenheim (F), datiert zwischen 1805 und 1849. Heute in der Sammlung des Jüdischen Museums der Schweiz

Bis heute tragen viele Mohalim die Namen und Geburtsdaten der Jungen, die sie beschnitten haben, in ein kleines sog. Mohelbuch ein. Diese Bücher sind heute wichtige Dokumente für die genealogische Forschung. Vermehrt werden diese Notizen auch digital eingetragen.